# Borsodivánka
Borsodivánka es un pueblo ubicado en el distrito de Mezőkövesd, en el condado de Borsod-Abaúj-Zemplén, Hungría.

## Superficie
Posee una superficie de 15,89 kilómetros cuadrados.

## Demografía
Hasta 2019 la población era de 707 habitantes, con una densidad de población de 44,49 habitantes por kilómetro cuadrado.